# Site archéologique du Vieux-Poitiers
Ne doit pas être confondu avec Vestiges archéologiques de Poitiers.
Le site archéologique du Vieux-Poitiers est situé dans deux communes proches de Chatellerault (Vienne), à environ vingt-cinq kilomètres au nord-est de Poitiers. Ce site a été occupé du Néolithique, comme en témoigne la présence d'un menhir, jusqu'à l'Âge du fer.
À l'époque gallo-romaine, on y trouve une localité nommée Briva, qui est un vicus de la cité des Pictons. La plus grande partie des monuments de cette petite ville est édifiée dans la période du Haut-Empire romain, notamment un théâtre.

## Situation et environnement

### Cadre géographique, topographique et géologique
| - OpenStreetMap Géolocalisation du site archéologique du Vieux-Poitiers, anciennement Vicus de Briua, à cheval sur les communes de Naintré et Cenon-sur-Vienne. |

Le site, d'une superficie totale d'environ 65 ha, se trouve à la fois sur la commune de Cenon-sur-Vienne et celle de Naintré, deux communes de l'arrondissement de Châtellerault, au nord du département de la Vienne,,.
Par ailleurs, le site picton, distant de 24 km en direction nord-nord-ouest de Poitiers, se trouve placé à proximité des frontières de deux cités — c'est-à-dire celle des Turones et celle des Bituri Cubii —,. Selon l'archéologue Françoise Dumazy, compte tenu de cette donnée géographique, le choix d'implantation de l'agglomération secondaire du Vieux-Poitiers pourrait se révéler délibéré et lié à cette situation quasi-frontalière. En outre, la ville gallo-romaine forme, avec les complexes urbains de Sanxay et d'Antigny, les deux autres plus imposantes agglomérations antiques pictonnes, un arc de cercle autour du chef-lieu Lemonum, et dont le rayon s'échelonne entre 18 et 30 km.
Le cadre topographique du Vieux-Poitiers se présente sous la forme d'une vaste dépression. Cette cuvette, dénommée le Seuil du Poitou, marque la limite entre le bassin parisien, situé au nord-est, et le bassin aquitain, localisé au sud-ouest.
Les strates constituant le sous-sol du Vieux-Poitiers se manifestent sous la forme d'un point de convergence mettant en jeu trois types d'ensemble géologique,. Le premier, se déployant dans les marges méridionales et orientales de ce territoire, est formé de plateaux à caractère calco-lacustre sillonnés par quelques dépressions. Le second, évoluant sur la partie sud-ouest est composé de plaines aux roches essentiellement calcaires, formées au cours du Jurassique supérieur et associés à des sables à caractère quartzique datés du Cénomanien,. À contrario de ces deux ensembles, la troisième zone, qui concorde avec l'extrémité sud de la région naturelle du Châtelleraudais et se développe sur la portion septentrionale de Vieux-Poitiers, présente une topographie plus hétérogène,,. Cette zone, qui marque la fin du bassin parisien, s'est géologiquement structurée au cours du Crétacé,,.

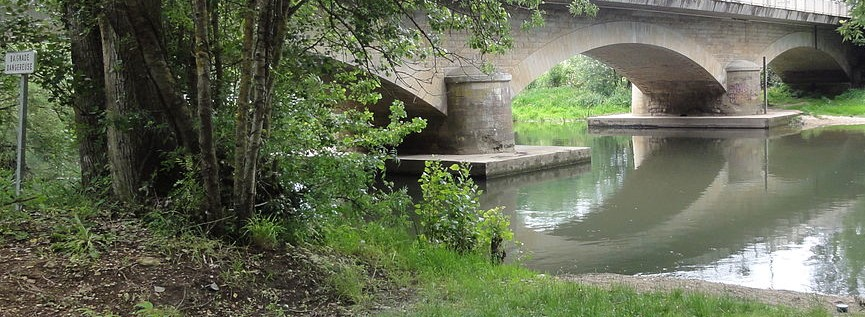
Rives du Clain, à Naintré.

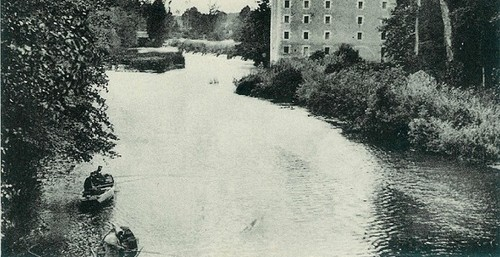
Le cours du Clain à Cenon-sur-Vienne.

Le site, borné par le cours du Clain en rive droite, est délimité par celui de la Vienne, en rive gauche,. Le point de confluence de ces deux rivières, trouve son emplacement à 3 km en aval du site, sur la commune de Cenon,,. En outre, concernant la fondation de Vieux-Poitiers, site installé à proximité du point de confluence de la Vienne et du Clain, le spécialiste Jean-François Mariotti affirme :

« La confluence de deux rivières constitue en général un emplacement privilégié. La protection naturelle, les ressources halieutiques, les possibilités de commerce et son contrôle, offerts par les deux cours d’eau, expliquent l’occupation précoce de ces territoires.[...] l’agglomération antique du Vieux-Poitiers (communes de Naintré et de Cenon-sur-Vienne) trouva, certainement, dans sa proximité avec la confluence, des facteurs déterminants pour sa naissance et son développement. »

— Jean-François Mariotti, 2009 p. 69.

### Environnement archéologique
Le cadre géographique et historique du Vieux-Poitiers, lié à la confluence des deux rivières poitevines, serait également étroitement associé à « Fort-Clan », un site distinct et de plus petite taille localisé au hameau de « Bretaigne », sur la commune de Cenon,. « Fort-Clan », distant d'environ 200 m de la réunion des deux cours, a été occupé dès le Néolithique,,. Néanmoins, les analyses stratigraphique et sédimentaire permettent d'attester que le site est utilisé de manière significative au cours de l'Âge du bronze « final IIIb » (aux environs de 800 à 750 av. J.-C.),,. En raison de sa probable fonction de port, cet établissement se trouve partiellement recouvert par les eaux du Clain,.
Grâce à des fouilles subaquatiques menées en 2007 dans le chenal poitevin, les lieux ont notamment fourni 3 chapiteaux de colonnes attribués à la période antique tardive, ainsi que plusieurs blocs de pierre grossièrement taillés des Ier – IIe siècle, indiquant de très probables aménagements fluviaux tels qu'un gué, un quai, dont l'ensemble constituerait un port,. Les couronnements de colonnes, sculptés dans du marbre, manifestent d'un style simultanément ionique et corinthien. Ces éléments architecturaux sont associés à des structures maçonnées situés de part et d'autre des rives du Clain,. Ce petit établissement poitevin a également livré un dépôt à vocation funéraire notamment constitué de poteries attribué au tournant de l'Antiquité avec le Haut Moyen Âge et dont la pâte, à grain épais, a été cuite par technique de réduction oxydante ; et de lames de hache datées du VIe – VIIIe siècle, témoignant ainsi d'une continuité d'usage de « Fort-Clan » à l'époque mérovingienne,.

## Toponymie
| Évolution chronologique des mentions du vicus, puis du lieu-dit - Briua, antiquité, épigraphie sur le menhir de la « Pierre-Levée », à Naintré ; - Vetus Pictavis ou Vêtus Pictavis, 742, acte de partage du royaume entre Carloman et Pépin le Bref, ; - Vieux-Poitiers, 1524, Annales d'Aquitaine de Jean Bouchet ; - Vieux-Poitiers, seconde moitié du XVIIIe siècle, Carte de Cassini. |

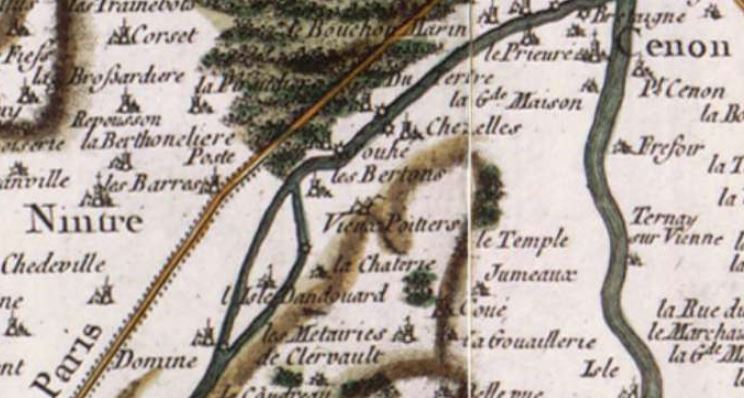
Le Vieux-Poitiers sur la carte de Cassini.

Le toponyme Briua, ayant pour origine le terme gaulois Brīuā, peut littéralement se traduire par le mot « pont »,,. Ce terme apparaît, au sein de l'inscription de la « Pierre Levée », sous sa déclinaison au génitif pluriel Briuatiom, donnant au singulier Briuatis, mot qui renvoie à l'expression « habitant près du pont ». Selon le celto-linguiste autodidacte Xavier Delamarre, Brīuā, pourrait également se traduire par les termes « passage à gué ».
Vers la fin du Haut Moyen Âge, au milieu du VIIIe siècle, le nom du site apparaît sous les termes de Vetus Pictavis. À cette époque, Vieux-Poitiers est mentionné dans l'acte de partage du royaume franc :

« Quando Carlomannus et Pippinus majores domus duxerunt exercitum contra Hunaldum ducem Aquitanorum, et ceperunt castrum quod vocatur Luccas et in ipso itinere diviserunt regnum Francorum inter se in loco qui dicitur Vêtus Pictavis. »

— Traité de partage du Royaume Franc, 742.

## Découvertes et fouilles
La première découverte sur le territoire de Vieux-Poitiers a lieu en 1783, avec la mise au jour du bloc mégalithique dit « Menhir de La Pierre Levée »,.
Au début du XIXe siècle, les archéologues De La Massardière et Caillard, membres de la société des antiquaires de l'Ouest, entreprennent à leur tour des fouilles du site,. Ces deux chercheurs parviennent à dégager une vaste cavité rectangulaire qu'ils attribuent à l'Âge du fer. Dans les années 1830, une hache fabriquée en bronze est découverte sur le site. Ultérieurement, toujours dans la première moitié du XIXe siècle, une urne funéraire, mais également des éléments architecturaux gallo-romains, tels que des cimaises faites de marbre vert, des plaques de marbre blanc ou de porphyre, des pièces de corniches, ou encore des carreaux de mosaïque, le tout mis en évidence sous forme fragmentée, viennent compléter l'inventaire des découvertes réalisées à cette époque. D'autres prospections archéologiques sont exécutées sur le site au début des années 1850, portant notamment sur la reconnaissance d'une voie gallo-romaine.
À Vieux-Poitiers, postérieurement au signalement d'autres vestiges, un vaste chantier de prospections est lancé en 1932. Ces fouilles, réalisées par M. Ginot, Adrien Blanchet et François Eygun et financées par la « Société des Fouilles Archéologiques », ont permis d'identifier une tour de forme carrée. Après études, cette portion d'édifice, également connue sous le nom de « masure de Vieux-Poitiers » s'est révélée être l'un des angles du théâtre gallo-romain.
Les investigations reprennent au cours des années 1940. En 1947, Georges Devois parvient à dégager un massif de substructions situées à environ 1,5 m de profondeur et se développant sur 5,50 m de long. Selon lui, compte tenu de leur épaisseur et du matériau qui les constituent, cet ensemble de fondations aurait très probablement été associé à un monument de grande taille. Le parement de ces structures, composé de moellons fabriqués à partir de grison et liés par un mortier, à certains endroits présentant un granulé fin, à d'autres, un granulé « grossier », possède un niveau d'arasement corrélé avec celui du sol. Dans leur partie située à l'angle sud-ouest, ces substructions, attribuables à la période antique, affectent la forme d'un mur de soutènement évoluant sur 3,50 m de profondeur et dont la longueur est supérieure à 2,50 m. Lors de sa découverte, cette section venait former un angle droit — ou approximativement, le champ d'ouverture de cet angle ayant été estimé entre 92 et 95 ° — avec un mur d'enceinte se développant en axe nord-est. Par ailleurs, cette muraille présente sur la totalité de sa longueur de petites cavités, mais également des fragments de matériaux boisés en état de pourrissement. Ces éléments semblent corroborer l'existence ancienne d'un coffrage.
En 1963, se déroulent les secondes investigations du théâtre antique, monument localisé sur la commune de Naintré, prolongeant ainsi celles réalisées dans les années 1940 par des membres de la Société des antiquaires de l'Ouest,. Dans les années 1960, ces fouilles, qui ont permis la mise au jour de la cavea de l'édifice à spectacle, sont opérées sous la direction de R. Fritsch, et en partenariat avec la Société des Sciences de Châtellerault pour le chantier mené en 1966,. Elles reprennent vers 1975.
Au niveau de la partie du site implantée sur la commune de Naintré, des fragments de céramiques sigillées ont été mis en évidence dans la seconde moitié des années 1970 à proximité des structures édiliaires. Selon Alain Ferdière, ces tessons de poteries appartiennent probablement au groupe de céramique dit du « Centre-Ouest ».
René Fritsch opère des chantiers archéologiques jusqu'en 1985. Le programme de fouilles reprend à partir de 1995 sous le patronage de Christophe Belliard. Les trois premières années de ce nouveau chantier, essentiellement concentré sur les vestiges du théâtre, permettent de dégager la presque totalité des structures de l'orchestra et de la scena.
Enfin, au début des années 2000, des œnochoés d'aspect ovoïdal et pourvues d'une lèvre concave dite « en bandeau », ont été mises en évidence dans l'enceinte du théâtre gallo-romain. Ces cruches, dont la période de fabrication s'échelonne entre le milieu du Ier  et le milieu  IIe siècle apr. J.-C. (époque du Haut-Empire), sont constituées d'une pâte à chromatique rouge brique recouverte d'un vernis blanc. Les vestiges d'un temple antique, élevé sur la parcelle des « Berthons », a fourni plusieurs objets — dont une petite jatte munie d'un pied cintré — à destination domestique ou votive et attribués pour la même période.
Depuis 2012, des fouilles, organisées par Morgane Cayre, archéologue subaquatique, ont lieu dans la probable zone portuaire de la cité.

## Histoire

### Période néolithique
Vieux-Poitiers été occupé sans discontinuité à partir de l'époque néolithique. Au cours de cette période préhistorique, la présence humaine sur le territoire de Vieux-Poitiers est attestée par l'existence de structures mégalithiques, mais également par la mise en place et l'érection d'enceintes, bien qu'avec moins de certitude en raison d'une datation encore trop floue. Des observations effectuées par prospection aérienne ont permis de signaler deux enceintes.

### Âge du fer

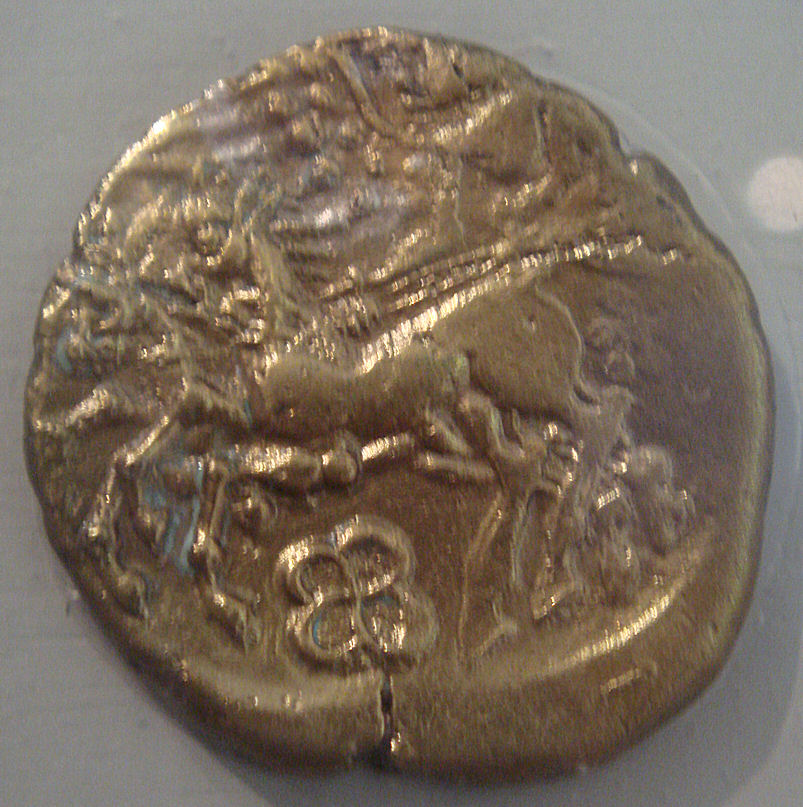
Monnaie en bronze pictonne avec revers au cheval galopant.

À la fin du Hallstatt « D » (fin du VIe  - début du  Ve siècle av. J.-C.), Vieux-Poitiers, faisant alors partie intégrante de la civitas des Pictones se manifeste sous la forme d'une « agglomération ouverte ». Au cours du 2e Âge du fer, l'utilisation du site est notamment attestée par l'existence d'un sanctuaire,, mais également par des dépôts à destination cultuelle. Ces gisements, dont deux apparaissent sous l'aspect d'excavations circulaires, comportent un imposant mobilier. Les dépôts, attribués à la Tène « II », se composent de pièces telles que des fibules, des éléments d'harnachement et divers matériaux d'outillage. Cependant, ces marqueurs de culte ne sont pas rattachés à la seule période de l'Âge du fer final. À ce titre, un fragment de figurine représentant peut-être le dieu Apollon et daté de la Ier  et début du  IIe siècle, également inséré dans l'un de ces puits, atteste de la continuité d'usage de ces cavités cultuelles. Au terme de l'Âge du fer, lors de la conquête des Gaules, le site, par le biais d'échanges commerciaux, apparaît étroitement lié au chef-lieu de la cité des Pictons. À cet effet, plusieurs occurrences monétaires gauloises, provenant d'un atelier implanté à proximité de Lemonum (sur la commune de Migné-Auxances), et dont le revers a été frappé à l'effigie d'un « cheval galopant », ont été découvertes à Vieux-Poitiers, notamment au lieu-dit « Fond des Berthons ». Pour Christophe Belliard, la présence de ces dépôts cultuels pourraient avoir contribué de manière significative à la fondation de l'agglomération secondaire antique.
L'inventaire archéologique concernant cette période est également complété par une fibule, faite de corail et de bronze disposant d'un arc constitué de petites plaques dont les motifs se présentent sous forme concentrique,. Cet artefact, découvert au « Fonds des Berthons » et sans aucun contexte archéologique particulier (funéraire, domestique ou publique), est comparable à un exemplaire mis en évidence au sein d'une tombe laténienne située à Saint-Benoît-sur-Seine, dans l'Aube,.
En 1884, Émile Taillebois découvre une inscription prouvant la présence de tarbelles sur le site du Vieux-Poitiers.

### Époque gallo-romaine
À l'époque gallo-romaine, le Vieux-Poitiers, dont la parure monumentale publique et privative se développe sur près de 65 ha de superficie, se manifeste sous la forme d'un vicus — autrement dit une agglomération antique secondaire —. Cette petite ville gallo-romaine fait alors partie, hormis la capitale, Lemonum (Poitiers), des 9 entités urbaines de moindre importance, soit : « Saint-Pierre-les-Églises », lieu-dit situé sur la commune de Chauvigny dans le département de la Vienne ; avec Melle, Brioux-sur-Boutonne, Rom, Usseau, et  sans doute l'établissement portuaire de Canentelos, implanté à Niort dans le département des Deux-Sèvres.
Par ailleurs, en raison de l'importante quantité de matériel et d'artefacts artisanaux qui y ont été mis en évidence, Vieux-Poitiers apparaît, au cours de la période antique, comme l'un des pôles industriels de la cité pictonne,,. Pour l'historien et archéologue Pierre Gros, Vieux-Poitiers, à cette période, se manifeste comme un « gros bourg où domine la fonction de circulation et d'échange ».
En outre, plusieurs bagues confectionnées en or et dont le chaton est, pour la plupart, serti d'une pierre précieuse, ont été découvertes sur le site. Ces bagues, semblables à celles portées par des édiles romains, objets d'apparat marquant un haut degré social, semblent manifester de l'acquisition et de l'adoption de la part des citoyens de Vieux-Poitiers des traditions et coutumes de l'empire. La présence de ces bijoux sur le site poitevin vient également confirmer son rôle de zone à forte densité de flux commerciaux.
Au tournant du IIIe  et du  IVe siècle, à l'instar des bâtiments publics gallo-romains implantés à Civaux, de Sanxay ou encore de Vendeuvre, des éléments architecturaux issus de ceux de Vieux-Poitiers font l'objet d'une remploi afin d'ériger le mur défensif de Lemonum.

### Haut Moyen Âge

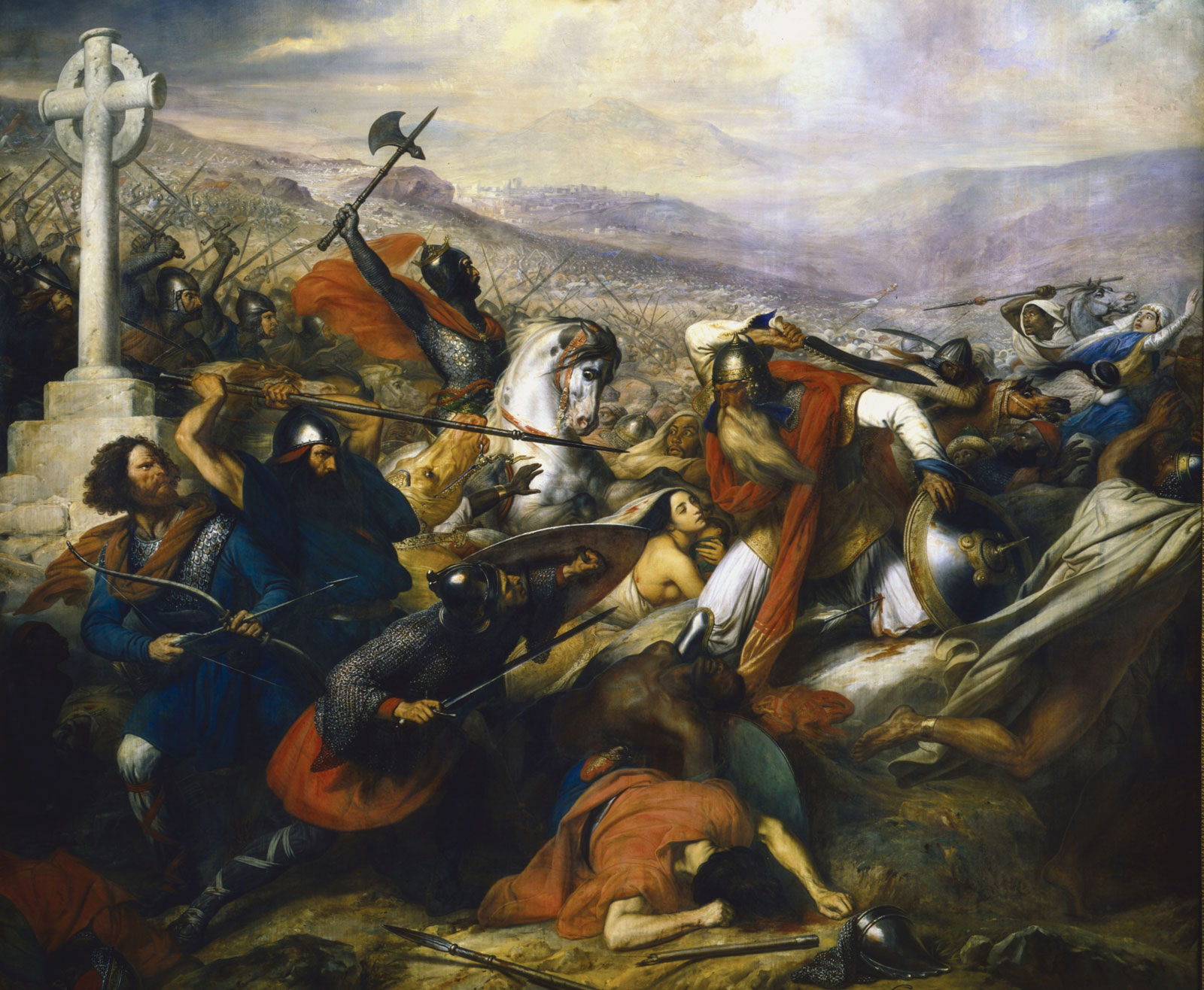
La bataille confrontant les troupes de Abd al-Rahman face à celles de Charles Martel.

Au cours du Haut Moyen Âge, sous la dynastie Franque, dans la première moitié du VIIIe siècle, alors que les Sarrasins ont franchi le massif des Pyrénées, l'ensemble du territoire aquitain fait l'objet d'une conquête soutenue et progressive par les troupes Califat des Ommeyyades. En 732, les armées de Charles Martel, alors appelé en renfort par Eudes, duc d'Aquitaine, avancent vers les troupes sarrasines en suivant un itinéraire qui part de Tours pour s'acheminer en direction de Poitiers. La confrontation entre les deux osts militaires, dont l'emplacement précis demeure incertain, se serait possiblement déroulé, en raison de plusieurs indices topographiques et historiographique, non pas au sein de la capitale poitevine, mais sur les lieux mêmes du Vieux-Poitiers,. À cette même période, le site poitevin confirme son statut stratégique et politique, puisqu'en 742, il se révèle être le lieu où Carloman et Pépin le Bref, deux des fils de Charles Martel, chacun alors hauts-dignitaires de l'Austrasie, signent l'acte de partage du territoire franc,,. Néanmoins, dès la fin de la période mérovingienne, le site de Naintré et de Cenon est peu à peu désaffecté. À cet effet, la concentration urbaine et politique de Vieux-Poitiers fait l'objet d'un déplacement vers un autre site. Ce nouveau centre, également implanté dans l'arrondissement de Châtellerault, se trouve localisé un peu plus au Nord, à proximité d'un ouvrage d'art hydrographique surplombant la Vienne.

## Site préhistorique puis protohistorique

### Enceintes néolithiques
La prospection a permis d'identifier deux enceintes. Mise au jour aux « Longères », et située sur une terrasse alluviale, la première enceinte, probablement attribuable au Néolithique, mais dont une seule des parties a pu être identifiée, est constituée de 3 fossés disposés parallèlement les uns aux autres. Le fossé central affecte une forme en « V » et se développe sur une largeur de 1,50 m pour atteindre une profondeur de 0,50 m. Au sein de ce sillon fortifié, des fouilles de terrain ont mis en évidence un gisement composé de poteries, retrouvées sous forme fragmentée, des objets en silex, ainsi que des artefacts confectionnés en bois de cerf. Non loin, disséminées de chaque côté de la route reliant Naintré à la commune de Vouneuil-sur-Vienne, plusieurs fosses alternées par des tranchées linéaires ont été également signalées.
La seconde fortification, mise en évidence au hameau du « Marchais », comprend 3 sections d'un fossé unique, séparées les unes des autres par de larges ouvertures. Son assise prend appui sur l'encaissement alluvial occidental du Clain. Bien que cette structure fortifiée s'apparente, en raison de ses caractéristiques, à un ouvrage creusé au cours du Néolithique, cette datation n'a pas été matériellement établie.

### Structures mégalithiques

#### Menhir de la Pierre-Levée

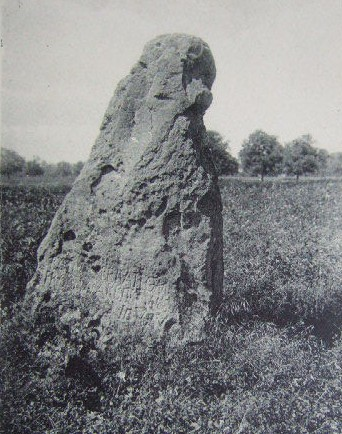
Le menhir dit de la Pierre Levée.

Le menhir, localement dénommé la « Pierre Levée », se présente sous la forme d'un bloc de grès monolithique aplati de couleur jaunâtre,. Il mesure 2,66 m de haut pour une longueur de 4,50 m et une largeur de 66 cm. Lors de sa découverte, ce monolithe, placé entre le cours du Clain et des ruines antiques, était enfoui jusqu'à 2,50 m de profondeur. Malgré ses dimensions, le menhir est affecté d'une petite taille en comparaison des autres mégalithes de la région. L'ensemble de la pièce monumentale, affecté de multiples fissures et cavités alvéolaires, se présente sous la forme d'un triangle, grossièrement taillé, et dont l'extrémité supérieure est arrondie.
Le bloc mégalithique du Vieux-Poitiers porte une inscription épigraphique en langue gauloise gravée au cours de la période gallo-romaine et dont les caractères sont d'origine latine,. Littéralement, cette épigraphie apparaît ainsi :

« RATIN BRIVATIOM FRONV TARBE(T)I SONIOS IEVRV. »

— .
L'inscription se traduisant par la phrase suivante :

« Frontu, fils de Tarbeisa a offert le ratis des habitants de Briva. »

— Louis Foucher, 1997.

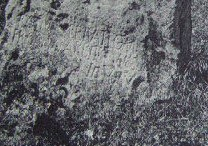
Gros plan de l'inscription.

Le terme gaulois Brivatiom, décliné de Briva, ancien nom du site, peut se traduire par la notion de « Pont »,. En revanche, le mot ratis ou ratii, dont la signification précise n'a pas encore été clairement établie, pourrait avoir comme équivalent la notion de « levée de terre » ou encore celle de « fortin »,. En ce sens, le mot ratis, également employé pour désigner l'île de Ré ou encore Rezé, commune de la Loire-Atlantique, se rapporterait à un site dont l'objectif est celui de fortifier ou de renforcer, tels que l'aménagement d'un gué, la construction d'une chaussée, ou encore l'élévation d'un mur défensif,. Néanmoins, selon les celto-linguistes Yves Burnand et Pierre-Yves Lambert, dans le cas de Vieux-Poitiers, la récente découverte d'un aménagement fluvial structure mise au jour sous les eaux du Clain au niveau de la commune de Naintré, semble postuler et privilégier l'hypothèse que le terme Ratis renvoie à la notion de « gué ». Ainsi, pour Michel Lejeune, la traduction littérale du texte épigraphique donne :

« Frontu, fils de Tarbeisa, a offerts le gué des habitants de Briua. »

— Michel Lejeune, 1997.
D'autre part, à l'instar de l'inscription épigraphique retrouvée sur le site de Naix-aux-Forges, dans la Meuse, celle de Vieux-Poitiers ne comporte pas le nom du « bénéficiaire » de la donation, mais uniquement la patronyme du « bienfaiteur »,. Pour Pierre-Yves Lambert, cette absence révèle que le « bénéficiaire » de ce don est très probablement la population ou la collectivité du vicus poitevin. À cet égard, et compte tenu de l'ensemble de ces éléments épigraphiques, ce type de donation manifeste d'une forme d'évergétisme.

#### Menhir-polissoir de Souhé

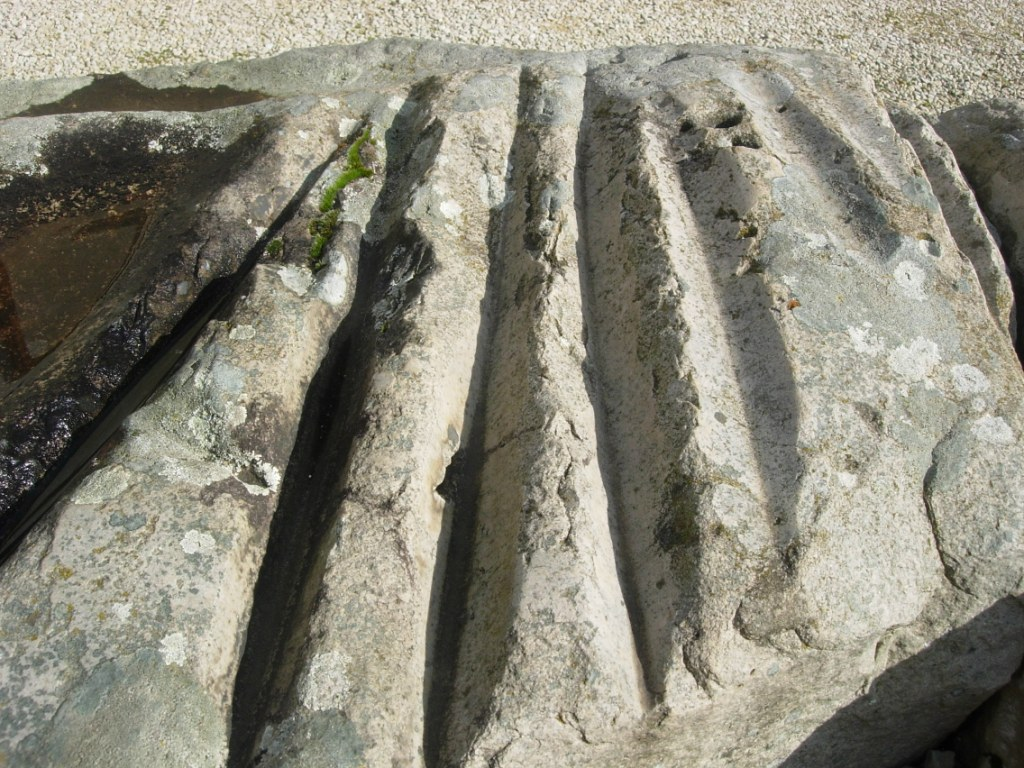
Stries de polissage comparables à celles apparaissant sur le menhir-polissoir de Souhé.

Le menhir dit de « Souhé », qui s'apparente également à un polissoir, se manifeste sous l'aspect d'une masse monolithique plane de 2,50 m de haut, pour une largeur de 1,60 m et épaisseur évoluant entre 0.40 et 0,60 m. Ce mégalithe, mis en évidence en 1965, a été confectionné à partir d'un grès roussard datant du Cénomanien. Les fouilleurs ont estimé que la pierre composant ce bloc rocheux aurait été probablement extraite d'un affleurement composé de grès à dominante sablonneuse et pourvue de matériaux fossilisés, essentiellement des Exogyra columba. Cet ensemble de roche de surface et soumise à un phénomène d'érosion, est situé au niveau de « Noirpuis », un hameau distant de 2 km du lieu où a été érigé le mégalithe.
Lors de sa mise au jour, bien que fiché en terre, le menhir de Souhé, orienté en direction du Nord-Ouest, formait un angle de 45 degrés par rapport au niveau du sol. Sur l'ensemble de sa surface, le monolithe présente un nombre total de 10 zones ayant servi d'instrument à polir, dont 3 stries et 7 « cuvettes ». En outre, la totalité de ces zones abrasées se révèlent être concentrées dans la partie inférieure droite de l'outil préhistorique.
Selon les archéologues, le bloc mégalithique, antérieurement à son érection, a probablement fait l'objet d'un déplacement. Sa fonction initiale se révèle être celle d'un polissoir. Enfin, une étude topographique des lieux a permis aux fouilleurs de constater que ce menhir est disposé symétriquement à celui de la Pierre Levée, l'axe qui relie les deux mégalithes ayant pour médiane le cours du Clain.

### Sanctuaire celte et dépôt cultuel

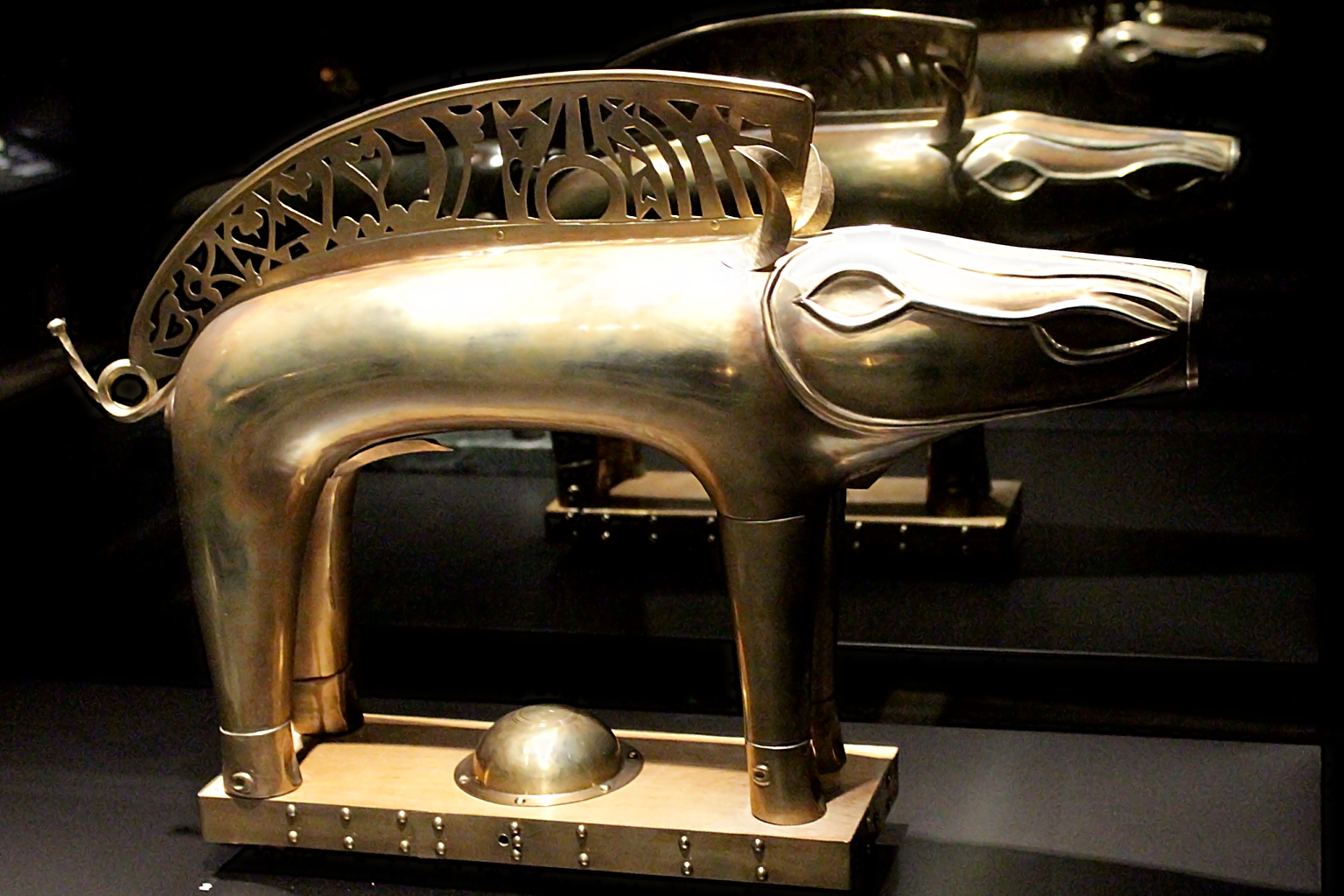
Exemple d'enseigne gauloise comparable à celle retrouvée dans le sanctuaire celte de Vieux-Poitiers.

Un premier sanctuaire, érigé à la fin de la période laténienne, a été mis au jour au niveau d'un gué, passage de rivière aménagé au sein de la commune de Naintré. Plus précisément, et selon les estimations des archéologues, il est probable que ce monument ait fait l'objet d'une utilisation dès le début du IIe siècle av. J.-C.. Une stèle, peut-être un menhir, a été placée dans ce temple de tradition celtique. Cette masse monolithique non-taillée, dont la surface dispose de petites cuvettes circulaire naturelles semblables à des cupules, est enserré par une petite enceinte constituée de blocs de pierre. Bien qu'elle soit associée à la religion gauloise, cette stèle a été conservée lors de la fondation et la construction du vicus de Vieux-Poitiers.
Par ailleurs, l'utilisation du sanctuaire pourrait être également associé à un « culte guerrier ». À ce titre, une enseigne, confectionnée à partir de tôles jointées les unes aux autres, ainsi que ceux d'un carnyx (fabriqué en plomb et en bronze), objets à caractère militaire destinés à ordonnancer les troupes ont été mis en évidence sous forme fragmentée dans l'enceinte du temple,. La présence de ces objets suggère que cet édifice possèderait également une fonction guerrière,. Ces pièces, dont la destination est celle d'être vouée à un « culte guerrier », font partie d'une déposition constituée d'armes et de parures. Un dépôt comparable au sanctuaire gaulois de Vieux-Poitiers a été mis en évidence sur le site de Tintignac, ancienne agglomération antique lémovice localisée dans la commune de Naves, en Corrèze.

### Bâtiments et habitats
Un bâtiment, de plan carré, a été mis au jour lors d'une opération faite entre 1970 et 1974. Cette structure, dont il ne demeure plus qu'une cave et présentant des trous destinés à accueillir des poteaux, a été construite et utilisée au cours du Ier siècle av. J.-C.. La cavité gauloise a délivré un instrumentum — ou petit mobilier, ensemble de petits objets — varié composé d'une pendeloque confectionnée en bronze ; une épingle en os, dont la tète est faite en or ; plusieurs occurrences monétaires ; ainsi qu'une fibule. Ce bâtiment protohistorique, découvert au niveau des substructions de la partie nord-est du théâtre gallo-romain, suggère qu'il a fait l'objet d'une réaffectation, puis d'une spolia au cours de la période antique.
Situé au lieu-dit dénommé « Fonds des Berthons », un lieu privatif, attribué à la période laténienne finale, dispose d'un sous-sol pourvu d'excavations permettant d'insérer des piliers en bois et d'un puits. Incorporés dans le puits, plusieurs objets ont été dégagés, dont la partie supérieure d'une sculpture ; les restes d'un bas-relief ; une fibule fabriquée en argent ; et des pièces monétaires. L'étude stratigraphique de cet habitat, révèle qu'il a été rasé et réutilisé à l'époque gallo-romaine.

## Agglomération secondaire antique

### Fanumgallo-romain
Au cours de la période antique, la parure monumentale du Vieux-Poitiers dispose alors d'un second temple de type « rural »,. Ses vestiges, qui ont été détectés au lieu-dit des « Berthons », ont délivré un dépôt cultuel — dont une jatte pourvue d'un entonoir — le tout attribué entre le Ier et le IIIe siècle. À proximité du temple, par le biais d'une découverte fortuite, le hameau des Berthons a également délivré un élément d'architecture — une sorte de tuile provenant d'une toiture ou d'un morceau de revêtement — en bronze et recouvert à la feuille d'or. Cet objet, d'une longueur totale de 33 cm pour une largeur maximale de 18 cm, se présente sous la forme d'une lancette. En outre, l'élément architectural, dont le pourtour est percé de trous à forme carrée est muni de 2 fixations mâles.
Ce monument à destination religieuse et construit à l'époque julio-claudienne est muni de structures à colonne apparaissant sous la forme de portique latéraux. Ces portiques, aménagés de structures en exèdre, enserrent une vaste esplanade sacrée.
Selon Christophe Belliard, archéologue chargé des dernières fouilles sur le site, l'association entre ce temple antique et le théâtre, parité qui se manifeste dans de nombreuses autres agglomérations secondaires gallo-romaines, révèle une relation étroite entre les jeux de scène, destinés à faire « honneur aux dieux », et les pratiques religieuses.

### Théâtre gallo-romain

#### Ensemble de la construction

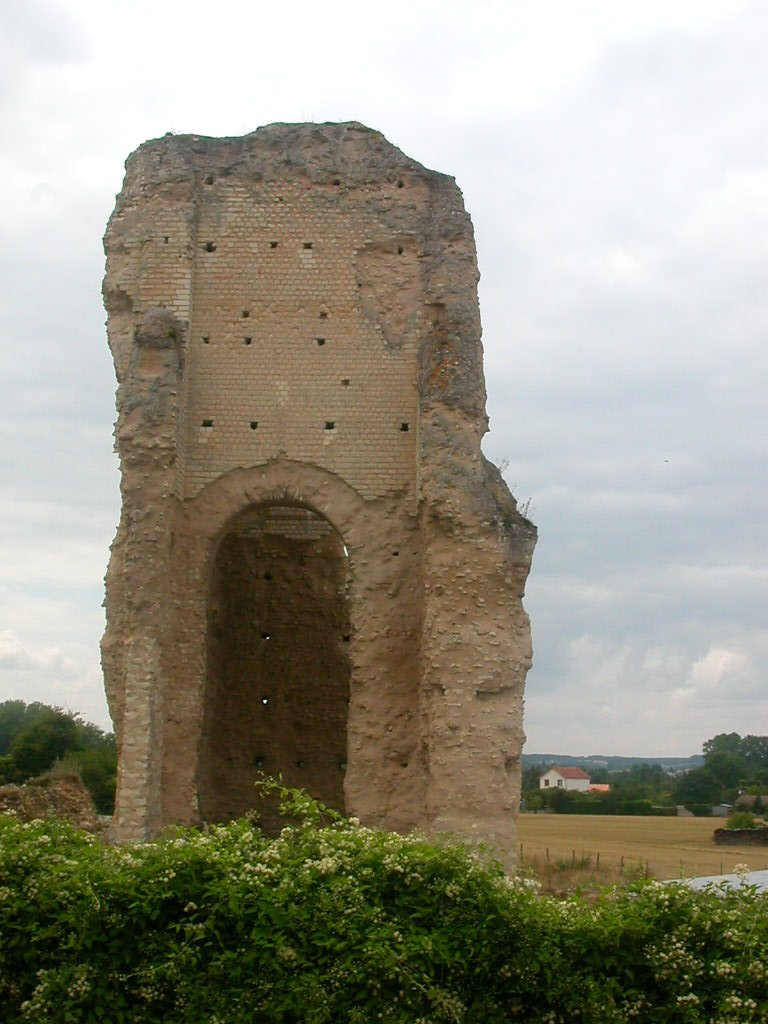
Ruines du théâtre gallo-romain.

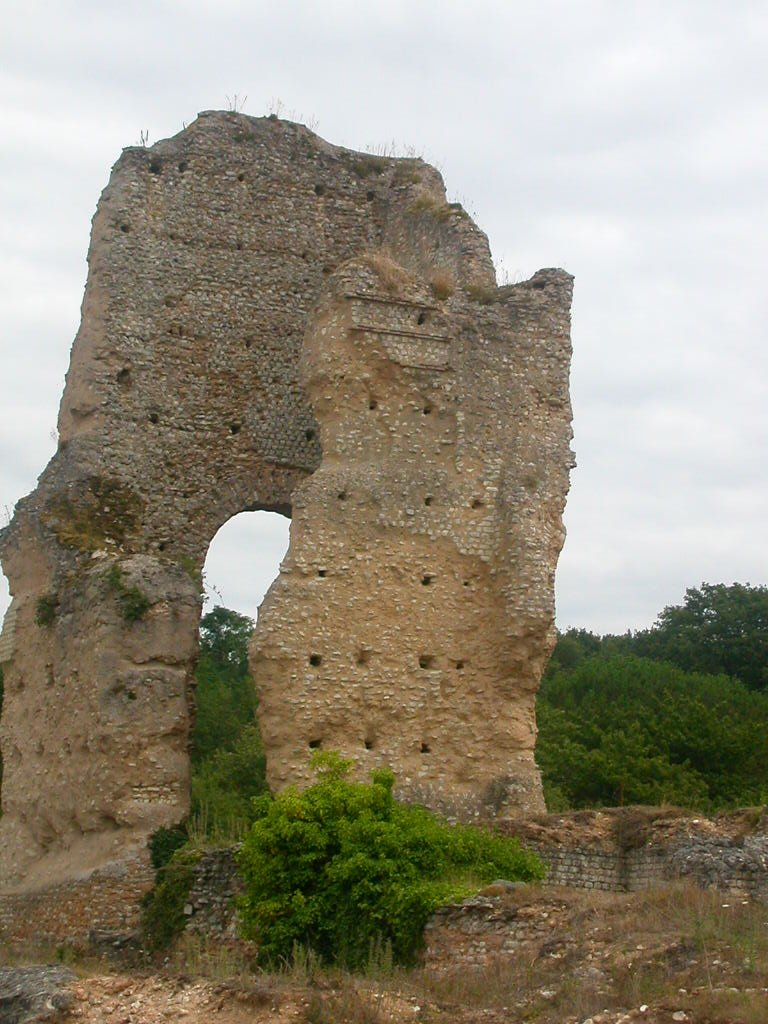
Vestiges du théâtre.

L'élévation du théâtre antique est attribuable à la période pré-augustéenne, autrement dit, le monument a été construit dans la seconde moitié du Ier siècle av. J.-C. correspondant ainsi à la fin de la République romaine. Néanmoins, de récents travaux de recherches (début des années 2010) ont montré et permis de préciser que l'érection de ce monument gallo-romain est à dater sur une fourchette allant du 3e quart du Ier siècle jusqu'à la fin des années 110 apr. J.-C.. En outre, le théâtre, ayant été soumis à un incendie vers le milieu du IIe siècle apr. J.-C., présente un second état de construction, qui lui, est attribué entre 175 et 200 apr. J.-C.,. Ultérieurement, l'utilisation de l'édifice à spectacle, cesse au cours du IIIe siècle. Sous le bas empire, l'existence d'un escalier, dégagé à l'extrémité ouest du mur de scène et d'un trou de poteau, aménagé au niveau de son accès principal, montrent que le théâtre a connu une phase de réemploi et ce, dans un objectif strictement domestique. Lors de leur découverte, ces structures d'habitats, prenant assise sur celles du théâtre, étaient accompagnées de quelques objets à usage domestique, tel qu'une cuillère à fard, une clé fabriquée en bronze, des jetons, mais également des pièces à destination militaire, comme des pointes de javeline.

Exemple de plan au sol d'un théâtre rural (ici celui de Cherré à Aubigné-Racan), comparable à celui du Vieux-Poitiers.

Les dimensions du théâtre, de 116 m de diamètre murs externes inclus, indiquent une volonté de la part des commanditaires du Vicus poitevin de mettre en œuvre une parure monumentale pouvant parfois égaler celle du chef-lieu et probablement concurrencielle d'un complexe urbain voisin. Ainsi, l'analyse de Myriam Fincker et Francis Tassaux précise :

« Tout cela dénote une volonté de rivaliser avec la capitale, voire de la dépasser, par la taille des monuments ou des ensembles, la richesse de leur décor et leur audace architecturale, d'autant que l'espace, ici, n'est pas aussi limité que dans le cadre des chefs-lieux ; c'est en même temps l'occasion d'une concurrence acharnée entre vici, au sein de la même cité ou entre vici de cités voisines : ainsi Naintré et Vendeuvre, distantes de 10 km à peine l'une de l'autre, possèdent deux des plus grands théâtres des Gaules[...] »

— Myriam Fincker et Francis Tassaux, 1992.
Le complexe monumental, doté d'une capacité de places assises lui permettant d'accueillir environ 10 000 spectateurs, prend appui sur un coteau dont l'altitude s'échelonne entre 67 et 72 m. Bien que ses structures soient en majorité conçues au moyen de blocs de pierre taillée, l'édifice comporte néanmoins de nombreux éléments de charpente. L'ensemble architectural se présente sous la forme d'un demi-cercle et à structure dite « creuse »,. Par ailleurs, de manière globale, la morphologie et le mode de construction du théâtre picton, à la fois classiques et spécifiques, « ne trouvent aucun écho dans les traités d'architecture antique ».

#### Lacavea

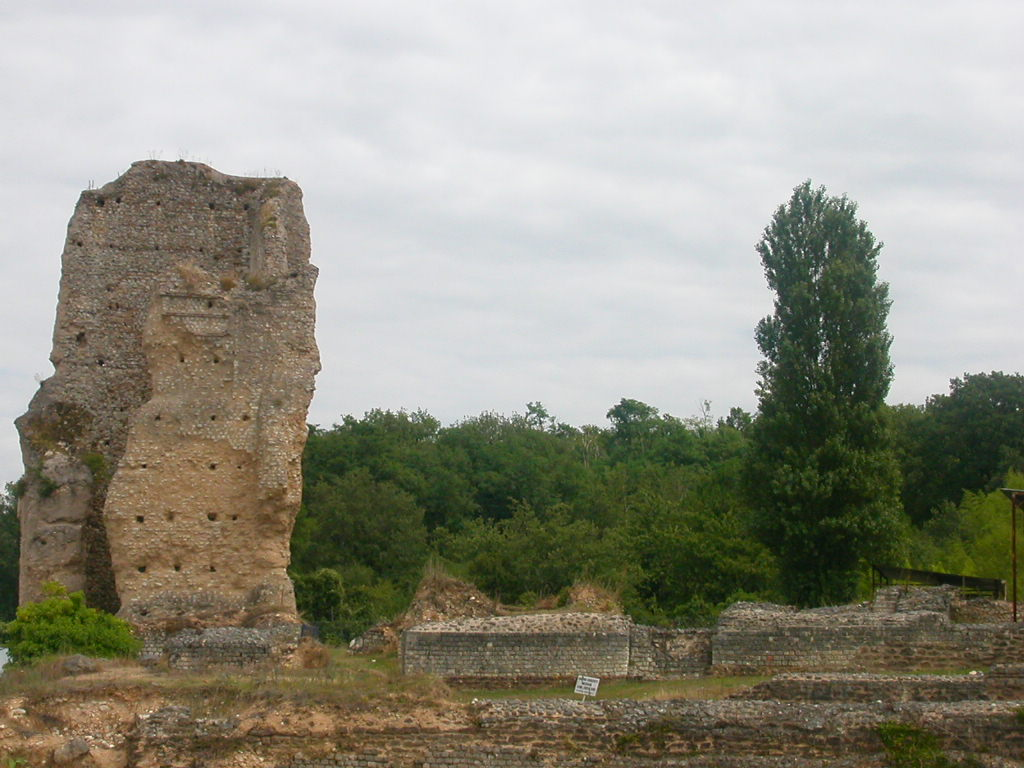
Les structures de la cavea du théâtre de Vieux-Poitiers (ici au premier-plan).

Globalement, bien qu'elle présente certaines particularités régionales, l'architecture de la cavea est comparable à celle des théâtres romains de type classique.
Les gradins de la cavea, à l'instar des tribunes qui constituent celle du théâtre de Berthouville, de Fréjus ou encore de Sanxay, sont confectionnés à partir de bois. Ainsi que les archéologues ont pu l'observer pour les théâtres de Drevant, d'Argentomagus (commune de Saint-Marcel), ou encore de Saint-Germain-d'Esteuil, l'ensemble des structrures maçonnées de la cavea à Naintré révèle une alternance de galeries en arc de cercle entrecroisées, au niveau de leurs intersections, d'ouvertures radiales. Toutefois, la partie centrale de l'édifice à spectacle du Vieux-Poitiers, à la différence des exemples précédemment cités, dispose d'une façade monumentale.
La cavea, dont le diamètre se déploie sur 115 m, est pourvue de 31 cunei. Ces 31 groupes de gradins sont cloisonnés par 15 vomitoria. Par ailleurs, l'observation aérienne de la cavea révèle qu'elle est munie de 7 murs concentriques transversalement recoupés par plusieurs murs rayonnants.
L'analyse stratigraphique de zone latérale gauche de la cave inférieure (ou prima cavea), en particulier au niveau du second mur concentrique, rend compte des différentes étapes auxquelles ont été soumises les structures en gradins. À cet effet, une opération de sondage a mis en évidence une couche stratigraphique de nature charbonneuse — strate correspondant à l'incendie subi par le théâtre vers le milieu du IIe siècle — d'une épaisseur estimée à 10 cm. Cette couche, mise en évidence à 30 cm sous l'actuel niveau du sol, a notamment fourni des clous destinés à maintenir des charpentes et des morceaux de corniches à modillons. À 15 cm de profondeur, succédant à la strate d'incendie, les mêmes opérations ont révélé une couche possiblement corrélable à la phase de destruction du deuxième mur concentrique. Cette strate, qui s'intercale entre la phase de reconstruction et la couche charbonneuse est elle-même composée de plusieurs étages de remblais. Ces derniers ont livré des fragments de pierre de taille et des copeaux de calcaire.

#### La scène

Partie est du mur de scène.

La scène, à l'instar des autres aires de jeu construites dans les « théâtres de type gallo-romain », est affectée de dimensions relativement modestes,. À cet égard, elle s'inscrit au sein d'un espace de 8,50 m de long pour une largeur de 18 m,.
Les fondations de la scène, dont l'architecture présente une plus grande complexité que celles de la majeure partie des autres théâtres dits « ruraux », comprennent essentiellement 4 structures maçonnées disposées de manière parallèle. Bien que la mise en évidence de ces substructions montrent que la scenæ soit de type « classique », les fouilles réalisées par technique de sondage permettent de déterminer l'absence totale d'un proscenium. Dans son premier état, la scène repose sur une semelle composée de blocs taillés de 1,25 m de long pour 0,85 m de large et 0,34 m de haut. Dans son second état, postérieurement à l'incendie survenu vers le milieu du IIe siècle, la fosse, creusée à la base du mur du fond et délimitée par des aménagements maçonnés, est comblée par des élévations de 0,90 m d'épaisseur,.
Les prospections effectuées en 2012, ont permis d'établir que l'existence d'une dénivellation égale ou supérieure à 1 m entre l'estrade de la scène et l'orchestra. Cette différence de niveau suggère que le théâtre possédait à l'origine des escaliers, probablement confectionnés en bois, donnant accès à la scène,. La dénivellation est probablement induite par une spolia de pierres de taille en grand appareil et assemblées les uns aux autres grâce à des goujons et de mortaises. Ces blocs, dont les dimensions sont estimées à 1,25 m de haut pour 0,85 m de large et 0,34 m d'épaisseur, constituent les premières fondations supportant les soubassements de la scène.
Des colonnes, mises en évidence sous forme fragmentée et pourvues d'un diamètre de 0,555 cm, mais également les vestiges d'un stylobate, et morceaux de plinthes, pourraient indiquer la présence d'un portique ou d'une colonnade au niveau de l'arrière-scène,,. En parallèle, des chapiteaux de style corinthien ont été retrouvés au niveau de l'avant-scène (ou frons scenæ),. D'autre part, l'aire de jeu est surmontée d'une couverture constituée de tegulæ (sorte de tuile de forme plate). Enfin, la scène dispose probablement d'un « décor architecturé ».

#### L'orchestra
L'orchestra, de forme hémisphérique, est pourvue d'un diamètre de 26 m. Lors de sa première phase de construction, elle se déploie sur une superficie totale d'environ 900 m2,. Le dégagement des vestiges de substructions, remaniées, montrent que l'orchestra a été, lors d'une première phase de construction, conçue au moyen d'une pierre de stuc. Un couloir, aménagé dans sa partie ouest, permet d'accéder à l'esplanade théâtrale. Cette esplanade centrale est délimitée, sur sa frange sud, par le premier mur concentrique de la cavea et par le mur supportant l'élévation de la scène sur sa partie nord. Un dallage subsiste entre l'extrémité du couloir rayonnant central, aboutissant à l'orchestra, et le premier mur concentrique.
L'orchestra repose sur des fondations constituées de deux assises successives de moellons — pour la plupart faits de calcaire — liés au moyen d'un mortier, le tout superposé à un remblai composé de sables locaux de couleur verte et formés au cénomanien. L'analyse stratigraphique montre que la mise en place de ces fondations a nécessité des travaux de terrassement creusés jusqu'à une profondeur de 6 m.

#### Mobilier
À proximité de l'édifice, les recherches ont permis de retrouver des artefacts répartis de manière éparse et dont l'ensemble constitue un mobilier hétéroclite. Ce gisement se compose notamment d'un jeton anépigraphique (ou dénué de toute inscription) et confectionné en argent, de nombreuses occurrences monétaires attribuées, en raison de l'effigie qui apparaît sur leur revers, pour des époques allant de Néron (37-68 apr. J.-C.) à Hadrien (117-138 apr. J.-C.) — soit une période s'échelonnant entre le milieu du Ier  jusqu'au milieu du  IIe siècle — ; une pella (sorte de bouclier) de très petite taille faite de bronze, pourvue d'un umbo sculpté sous forme de tête humaine (peut-être une gorgones) et qui aurait probablement été, à l'origine, élément associé à une figurine ; des bagues également fabriquées en bronze, dont la datation, incertaine, pourrait être estimée au Bas Empire ; des clous, issus d'une structure en bois ; un projectile de fronde, confectionné en fer ; et enfin plusieurs objets en céramique, dont l'analyse stratigraphique est venue corroborer l'époque de l'ensemble des pièces retrouvées.

### Ateliers de céramique

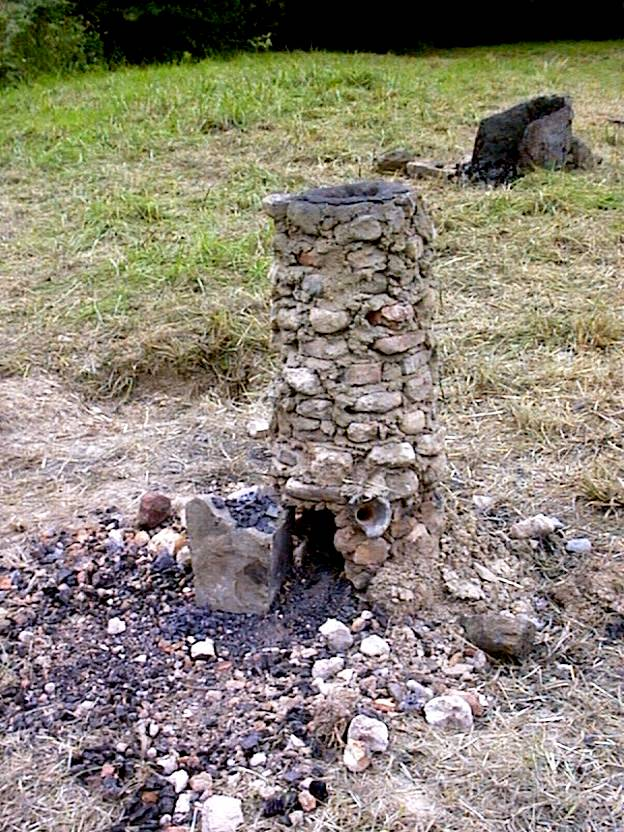
Bas fourneau comparable à ceux découverts dans les ateliers des Groseillers.

Des investigations préventives, entreprises au lieu-dit des « Groseillers » (commune de Naintré), ont permis d'exhumer deux occurrences de bas fourneaux. Ce matériel fait partie d'un ensemble d'ateliers destinés à la confection de céramiques,. Ces établissements artisanaux, dont la période d'utilisation s'échelonne entre le règne de Tibère (14-37 apr. J.-C.) et la fin du IIe siècle, sont concentrés dans la partie est de l'agglomération antique.
Sur l'ensemble des pièces, les investigations réalisées entre 1971 et 2000 ont permis de recueillir quatre occurrences de bas-fourneaux à réduction directe. L'analyse céramologique des tessons de poterie retrouvés aux « Groseillers », a révélé que la composition et la granulométrie de leurs pâte sont régulières et uniformes. Par ailleurs, bien qu'elles manifestent quelques traits communs avec les pâtes confectionnées en Aquitaine, ces terres cuites affectent d'une morpho-typologie très proche de celles fabriquées dans les ateliers gallo-romains de basse et moyenne vallées de la Loire. Sur place, une molette — outil pourvu d'un manche et d'une roue et servant à réaliser des motifs linéaires, des stries sur la pâte d'une poterie — faite d'argile a été exhumée lors de fouilles menées en 2008. Les ateliers des « Groseillers » ont également livré un lot d'amphores datant du Haut Empire. Ces récipients à destination vinaire ont été identifiés comme étant de type « Pascual 1 » ou « Dressel 2/4 ». Présentant des parois externes à chromatique orangée recouvrant une masse de terre-cuite de couleur grise, elles sont très probablement issues d'un atelier de potier régional,.

### Habitats et réseau viaire
À proximité du théâtre, des opérations d'archéologie préventive ont permis de dégager les vestiges d'un réseau viaire, partiellement recouvert d'une chaussée et évoluant entre les ruines d'habitats urbains,. Dans cette même tranche de chantier archéologique plusieurs fosses ont été également signalées. Les lieux, attribuables au Ier siècle, ont également livré un ensemble conséquent d'artefacts, dont une statue confectionnée en bronze et représentant la déesse Épona. Cette pièce à destination votive, d'une longueur de 5,8 cm pour une hauteur de 5,5 cm, montre la déesse en posture assise surmontant un équidé et portant une sorte de longue tunique. Positionnée à plusieurs dizaines de mètres du théâtre, l'emprise d'un mur d'un habitat, bordant l'emprise du maillage viaire, a été érigée sur un fossé probablement creusé à la fin de l'Âge du fer.
En raison d'une importante sécheresse, des vestiges insulæ arasées et manifestant d'une taille imposante, ont pu être mis en évidence grâce à des prospections aériennes effectuées pendant l'été 1976 par sous la direction de Jacques Dassié. Les clichés faisant apparaître le plan général de ces habitations privées, regroupées sous forme d'« îlots », suggèrent qu'à l'époque gallo-romaine Vieux-Poitiers est affecté d'une forte concentration urbaine. En raison de leurs tailles, variables de l'une à l'autre, ces insulæ peuvent être réparties selon trois catégories : celles dont les dimensions présentent une longueur de 50 m pour une largeur de 38 m ; celles de 80 m de long sur 38 m de large ; et enfin celles se déployant sur une longueur de 120 m pour une largeur de 60 m,. L'archéologie aérienne montre que certaines insulæ, généralement les plus denses, comprennent des basilicæ dont les façades sont délimitées par les rues. Sur les clichés aériens, les ruines de ces bâtiments publics destinés aux activités commerciales, apparaissent sous une chromatique claire. Par ailleurs, ces mêmes observations aériennes mettent en évidence que d'autres îlots urbains, dont la concentration des habitats est plus faible, disposent, au cours de l'époque gallo-romaine, de structures terrassées telles que des caves, des fosses ou encore des fossés. Ces structures ont été ultérieurement remblayées au moyen de matériaux à caractère sédimentaire.
L'ensemble cet espace urbain antique est affecté d'un plan général se présentant sous la forme d'un quadrillage orthonormé,,. La zone urbanisée est bornée à l'ouest par le cours du Clain et par l'itinéraire gallo-romain menant de Cæsarodunum à Lemonum, à l'est. Le système de voirie est constitué de rues dont la largeur est significative. Il est probable que l'une de ces voies permettait d'accéder jusqu'à l'ouvrage d'art mis en évidence au lieu-dit du « Fonds des Berthons ». En outre, sur l'ensemble du maillage urbain, l'existence de différents plans d'orientation suggère que le développement de la ville s'est effectué sous plusieurs phases distinctes.

### Voie romaine

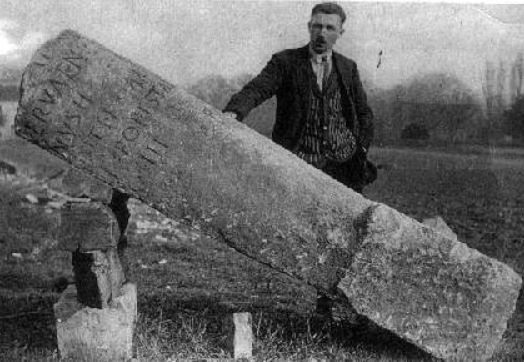
Une borne mis au jour à Cenon-sur-Vienne, en 1928.

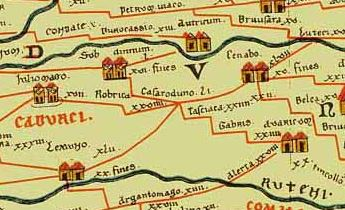
Extrait de la table de Peutinger figurant le tracé de la voie romaine allant de Lemonio (Poitiers) à Casaroduno (Tours).

Un tronçon de la via romana d'époque gallo-romaine menant de l'agglomération antique de Limonum, autrement dit l'actuelle ville de Poitiers, jusqu'à celle de Cæsarodunum, c'est-à-dire l'actuelle ville de Tours, été mise au jour au sein de la localité de Cenon-sur-Vienne. Les vestiges de cette route, dont la largeur approche les 4 m, ont été retrouvés vers la fin du XIXe siècle. La chaussée est pavée de dalles en pierre jointées au moyen d'un mortier à pâte rigide.
Au point de raccordement de la commune cenonaise, cette route d'époque gallo-romaine, dont le parcours se développe sur près de 42 « Grande lieues » gauloises soit, en terme kilométrique, une longueur totale d'environ 102,3 km, se révèle être signalée par l'implantation d'au moins 2 bornes milliaires. Ces blocs de pierre à destination viaire, qui sont datés de 123 apr. J.-C. — autrement dit, sous le règne d'Hadrien — et dont la présence est très probablement rattachée à des chantiers de réfection de chaussée, ont possédé, entre autres objectifs, de marquer l'ancienne cité de Briva, actuel site et lieu-dit du Vieux-Poitiers.
En aval de Vieux-Poitiers, la via romana, qui longe le cours du Clain, se dirige ensuite en axe nord-est pour atteindre le lieu-dit des « Bordes », situé sur la commune de Châtellerault. À cet endroit, un bâtiment isolé et de taille imposante, distant d'environ 2 km « à vol d'oiseau » du théâtre gallo-romain de Vieux-Poitiers, a été érigé à la période antique.

### Aménagements fluviaux
Grâce à des investigations subaquatiques, les ruines de structures immergées ont été signalées sur le site.
L'une, découverte en 2007 à Cenon, est placée à 50 m en amont de la jonction du Clain avec la Vienne et distante de 8 m par rapport à la berge. Cet aménagement fluvial, qui a été identifié comme étant un possible quai, se présente sous l'aspect d'un rectangle d'une longueur de 13 m pour une largeur de 1,70 m. L'aménagement, qui évolue parallèlement à la rive du Clain, se compose de blocs de pierre disposés sur deux rangs, chaque bloc mesurant 150 cm de long pour 50 cm de largeur et également épais de 50.
La seconde construction fluviale, attribuée aux environs du Ier – IIe siècle et mise en évidence sur le territoire communal de Naintré, est pourvue de culées soigneusement appareillées, occupent l'extrémité de la berge,. Ces structures, qui permettent de supporter le poids d'un tablier, prennent appui sur un radier constitué de pieux fabriqués à partir de chêne. L'ouvrage d'art est associé à un gué se présentant sous la forme d'une chaussée se déployant sur une largeur de 6 m.

### Sépultures et nécropole
À la fin des années 1990, deux sépultures à inhumation, datées du Bas Empire, ont été découvertes fortuitement au sein d'une ancienne carrière de sable. Lors de leur mise au jour, ces deux tombes contenaient les restes d'une femme pour l'une et ceux d'une fillette pour l'autre,. Dans les deux cas, ces corps féminins ont été retrouvés en position allongée, mis en bière au sein d'un cercueil fabriqué à partir de plomb ; ces coffres funéraires ayant été insérés au sein de sarcophages confectionnés en pierre,. En outre, les deux cuves mortuaires reposaient dans un seul et même caveau pourvu de parois maçonnées,. En raison de l'ensemble des étapes de mise en terre dont les deux personnages ont fait l'objet, les deux dépouilles, mais également les viatiques qui leur sont associés, présentent un très bon état de conservation,,. Les investigations menées dans la seconde tombe ont révélé que le corps de la jeune défunte était alors drapé d'une étoffe ou d'une tapisserie agrémentée de broderie dorées,,,,. La dépouille était accompagnée d'un imposant mobilier composé, entre autres, de diverses pièces tissées ; de sandales, ouvragées au moyen de cordes ; de plusieurs éléments de vaissellerie confectionnés en terre cuite pour les uns, en bronze pour les autres ; d'un bassin en bronze ; d'un coffre destiné à accueillir des jouets d'époque antique ; ainsi que d'un panier,.
Bien que l'existence d'une nécropole ne soit pas formellent attestée sur le site, plusieurs éléments viennent accréditer ce postulat. Les traces d'un espace clos se développant sur une surface de 0,2 km de long pour 0,1 km de large, a été signalé grâce à des prises de vues aériennes. Cet enclos, délimité par une enceinte parallélépipédique, est localisé dans marges Est du Vieux-Poitiers et au voisinage de la route gallo-romaine menant de Cæsarodunum à Lemonum. Selon les archéologues Christophe Belliard et Alain Ollivier, cette configuration spatiale, propre aux villes datant de cette époque et au sein desquelles il était alors interdit de pratiquer une inhumation, pourrait corroborer que cet enclos soit le vestige d'un complexe funéraire. Par ailleurs, exhumé près de l'enclos dans les années 1960, la portion supérieure d'une probable stèle, a été dégagée. Ce bloc, qui pourrait être apparenté à un cippe, comporte un aménagement permettant d'insérer une urne funéraire. Enfin, un gisement, également mis au jour au voisinage de l'enclos, dans les années 1980, contenait un couteau fait de bronze, affecté d'une très petite taille encore inséré dans son étui de protection. Ce type d'objet présente des caractéristiques comparables à ceux découverts au sein de tombes érigées au cours de l'antiquité dans les départements de la Creuse et de la Haute-Vienne. Pour le site du Vieux-Poitiers, à l'époque gallo-romaine, l'ensemble de ces indices peuvent constituer la présence d'une « nécropole probable ».

### Complexe thermal hypothétique
Des observations aériennes ont permis de reconnaître les vestiges d'un bâtiment implanté à l'écart des autres structures urbaines. Son axe d'orientation, calqué sur celui du théâtre, son organisation architecturale, mais également sa situation topographique, suggèrent qu'il s'agit de thermes. Néanmoins, en raison du manque d'éléments matériels venant confirmer sa nature précise, l'hypothèse selon laquelle cet établissement constitue un complexe thermal ne peut être confirmée et validée.

## Protection et mise en valeur du site
Le menhir dénommé la « Pierre Levée », fait l'objet d'un classement au titre de monument historique par arrêté ministériel du 17 novembre 1892.
En date du 23 juillet 1970, une partie des vestiges du théâtre gallo-romain du Vieux-Poitiers, zone du site correspondant au parcelles cadastrales répertoriées « AX 142 à 147 », bénéficient d'un classement au titre de monuments historiques.
L'année suivante, une seconde portion de ces ruines antiques, lesquelles se développent sur les parcelles « AX 148 et 149 », fait, quant à elle, l'objet d'une inscription à l'Inventaire supplémentaire des monuments historiques en application de l'arrêté ministériel daté du 5 janvier 1971.
Enfin, le polissoir érigé en menhir, appelé « Menhir-polissoir de Souhé » est inscrit sur l'inventaire supplémentaire des monuments historiques par arrêté du 19 avril 1989.

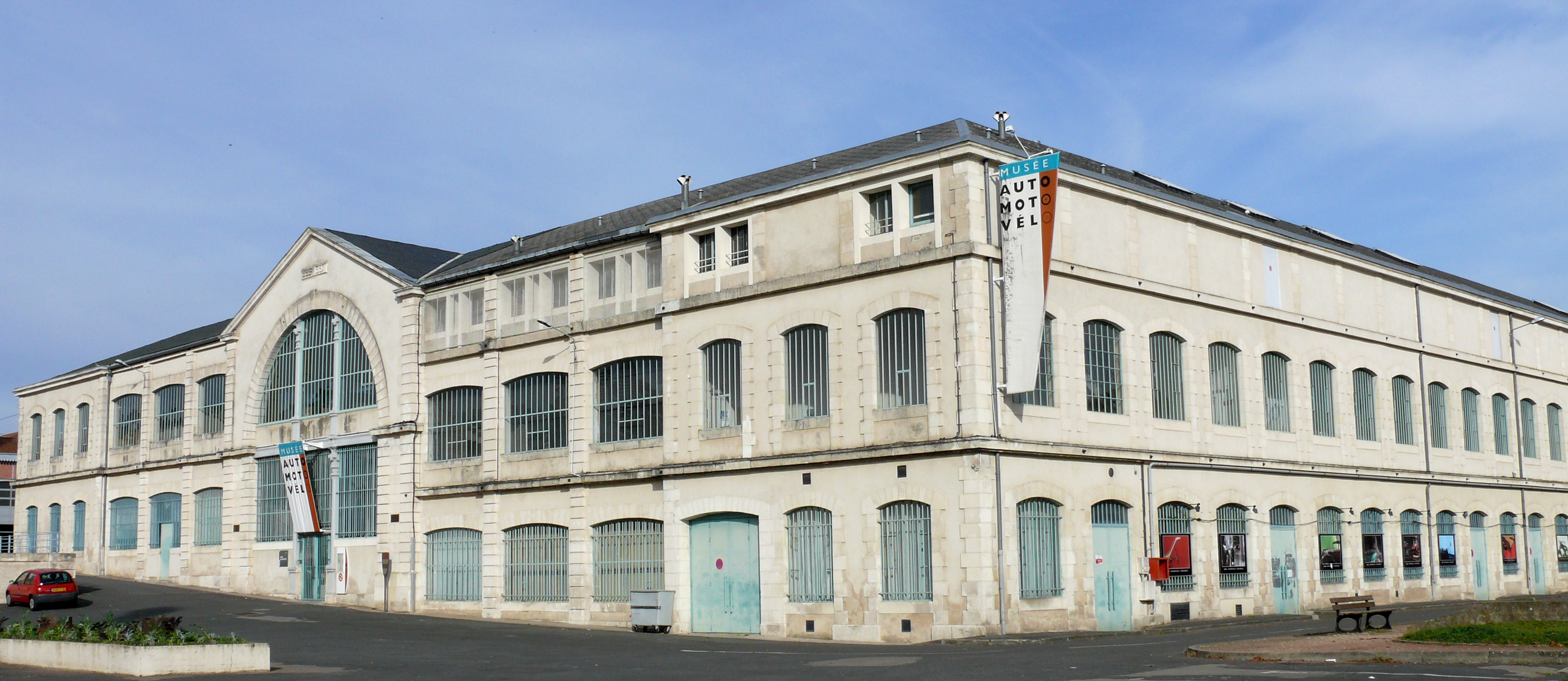
La Manufacture d'armes, établissement muséographique de Châtellerault.

Dans la seconde moitié des années 1990, une exposition consacrée aux artefacts mis au jour sur le site de Vieux-Poitiers se déroule dans l'enceinte de la Manufacture d'armes, actuel établissement muséographique de Châtellerault. Un ouvrage portant sur cette exposition est publié en 1997. Une partie du mobilier découvert sur les lieux est actuellement conservé au « musée auto moto vélo » de Châtelleraut.
En novembre 2011, une exposition du site, ainsi que de nombreux artefacts qui y ont été mis au jour, est organisée par un établissement associatif loi de 1901, « association pour la sauvegarde du site archéologique de Vieux-Poitiers », créée en 1987. Cet événement culturel, portant le titre « Rétrospectives », a eu pour objectif de sensibiliser le public aux différentes fouilles et découvertes entreprises sur les lieux poitevins tout en proposant des ateliers à vocation pédagogique.
Des visites et des ateliers pédagogiques sont organisés au sein des vestiges du théâtre gallo-romain, conjointement gérés par la commune de Naintré et la communauté d'agglomération et l'office du tourisme du Châtelleraudais,,, projet mis en place en partenariat avec l'État et le Conseil général de la Vienne.